# Oudna
Oudna ou Oudhna (arabe : أوذنة), nom contemporain de l'antique Uthina, est un site archéologique tunisien situé à trente kilomètres au sud de Tunis sur la route menant à Zaghouan. Fouillé partiellement au XIXe siècle, les fouilles ont repris sur le site en 1993 pour aboutir à une ouverture au public en 1999.

## Localisation
L'ancienne Uthina est une cité romaine édifiée sur une hauteur, sur plusieurs dizaines d'hectares, dominant une plaine agricole fertile.

## Histoire
Oudna devient une colonie de vétérans de la Legio XIII Gemina sous le règne de l'empereur Auguste, d'où le titre de Colonia Iulia Pietas Tertiadecimanorum Uthina qui lui est donné ; il s'agit de l'une des premières colonies sur le territoire de l'actuelle Tunisie d'après Pline l'Ancien. Elle atteint son apogée sous le règne de la dynastie des Antonins et des Sévères mais est saccagée par les soldats de Capellien en 238 à la suite de la révolte de Gordien Ier. Le site est fouillé une première fois au XIXe siècle, permettant ainsi de révéler de nombreuses mosaïques, notamment celles d'une riche villa dite « des Laberii ». Une campagne de fouilles archéologiques reprend en 1993, permettant d'ouvrir le site à la visite dès 1999.

## Éléments du site
Comme toute cité romaine le site comprend un amphithéâtre, un capitole, des thermes, des citernes, un aqueduc et des habitations dont des riches villas.

### Édifices religieux

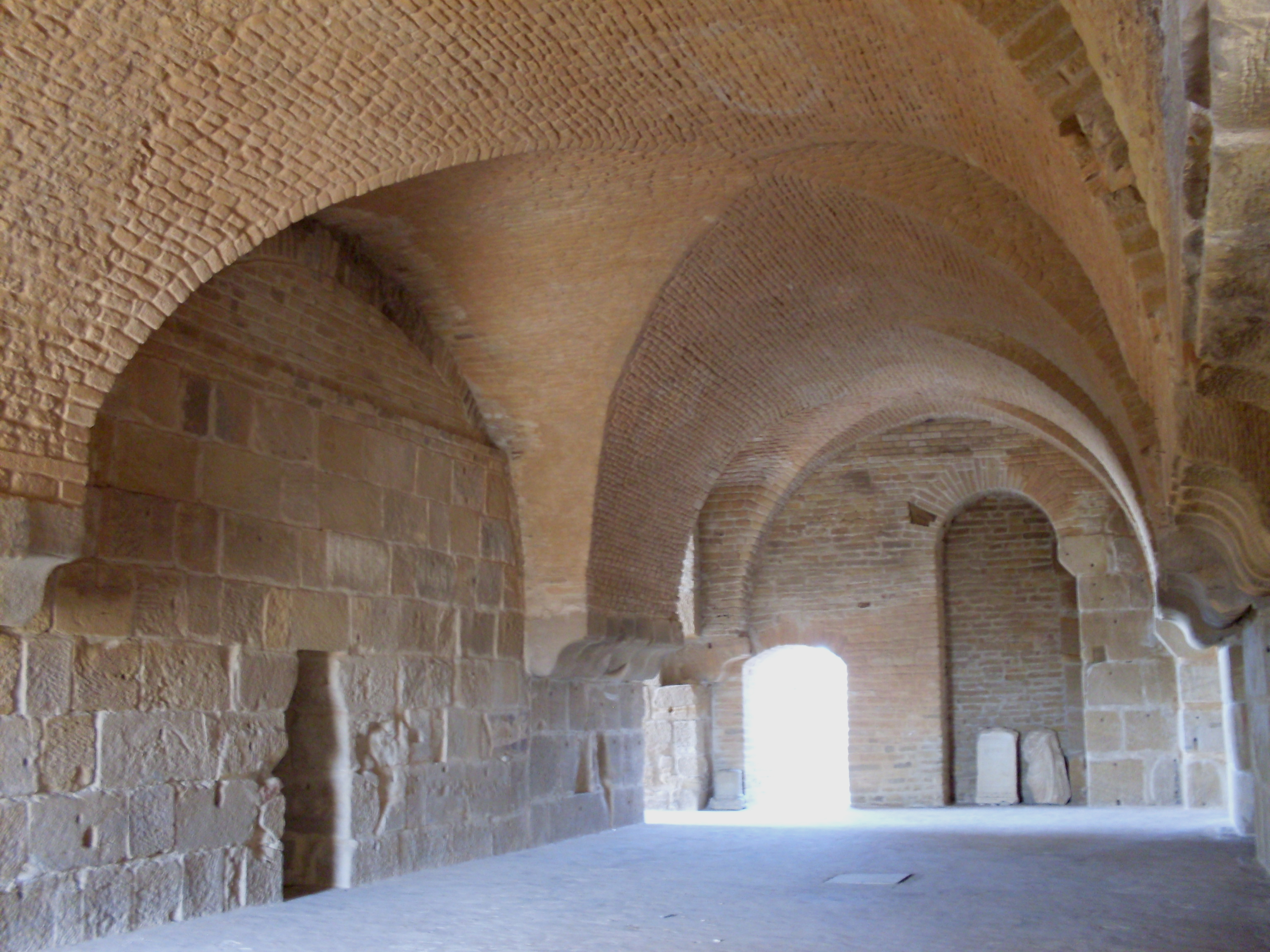
L'une des pièces voûtées aménagées sous le capitole.

Le capitole est composé à l'origine par trois temples dont le temple central, mesurant 43 mètres sur 27 et dédié à Jupiter, et deux temples latéraux de taille inférieure dédiés à Junon et Minerve. Les trois temples n'existent plus et seules les colonnes de la façade du temple central sont conservées. L'un des chapiteaux de type corinthien a été remis en place, donnant une idée de la hauteur de l'édifice.
Le temple est dressé sur un podium très élevé et dominant la ville ; on y accède par de larges escaliers sur deux niveaux, séparés par un palier, chaque niveau correspondant à de larges pièces voûtées aménagées sous le temple. Par ses proportions gigantesques, le capitole d'Oudna est considéré comme l'un des plus grands temples de l'Afrique romaine.

### Édifices de loisirs
L'amphithéâtre de forme elliptique mesure 110 mètres sur 90, avec une arène centrale de 58 mètres sur 35 desservie par une galerie souterraine alignée sur son grand axe. Les gradins, dont la partie inférieure est creusée dans le sol et adossée à la colline avoisinante, possèdent une capacité pouvant aller jusqu'à 15 000 spectateurs. Ceci le classe au troisième rang de Tunisie après ceux d'El Jem et de Carthage. Il a été le lieu de tournage des scènes de combats du documentaire Gladiateurs coproduit par la BBC et France Télévisions sous la direction de Tilman Remme.
Les grands thermes publics datés de l'époque de l'empereur Trajan s'étendent sur une superficie d'environ 6 500 m2. Seule la partie inférieure est conservée et correspond aux citernes et aux salles de service ; la partie supérieure comporte une disposition symétrique et abrite des salles chaudes surélevées sur de petits piliers de briques pleines, permettant la circulation de l'air chaud (hypocauste) ; les salles froides étaient voûtées et comprenaient un bassin, sur l'emplacement d'une huilerie où un plateau de pressoir ainsi que des pièces pavées de mosaïques ont été dégagés. Les « thermes des amours pêcheurs », encore en fouilles, comporte un frigidarium abritant avec plusieurs bassins dont le plus important est situé dans l'axe et pourvu de mosaïques dont l'une à thème nilotique représentant des amours en train de pêcher au moyen d'une petite barque et de filets.

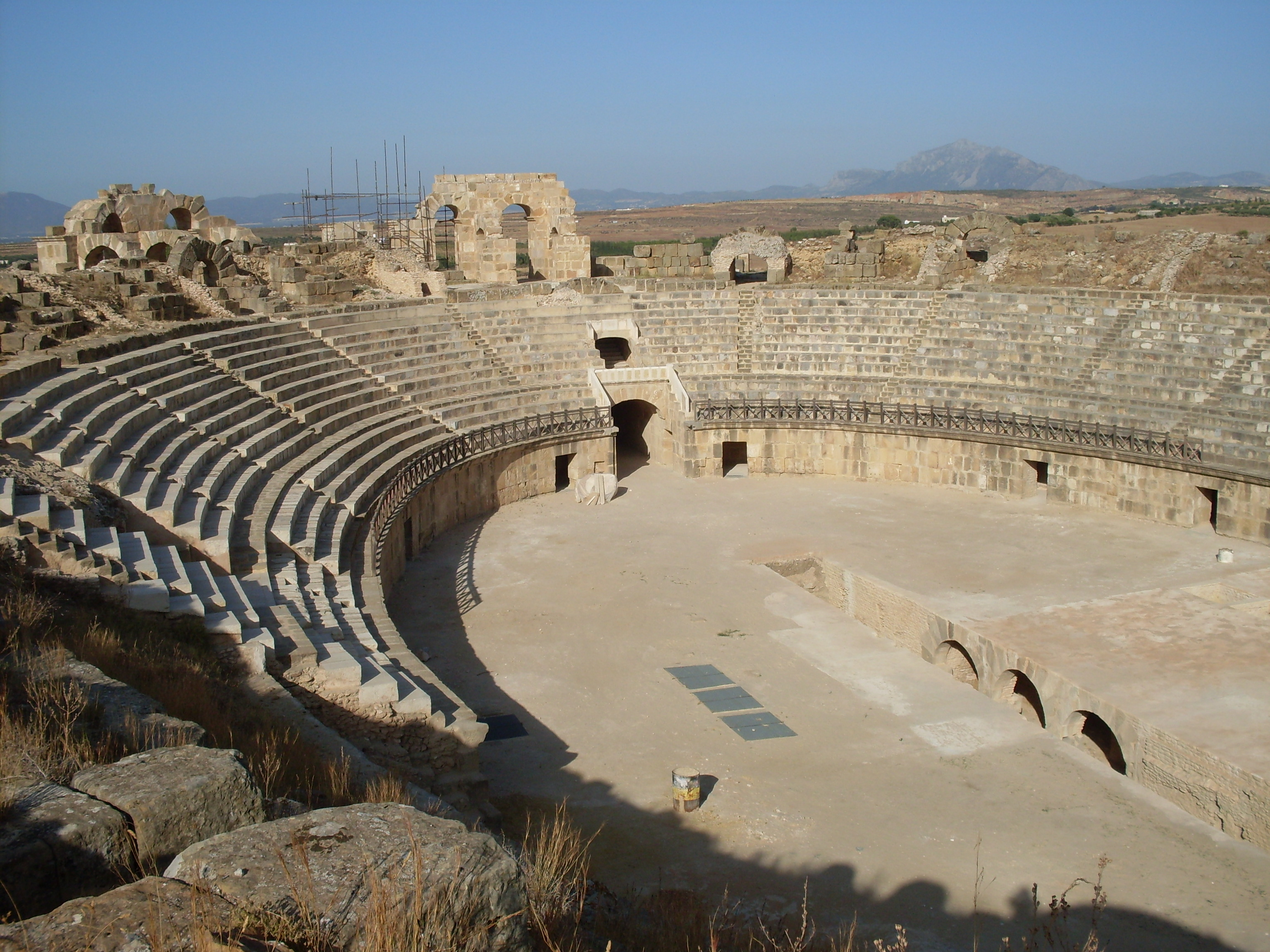
Vue de l'amphithéâtre d'Oudna.
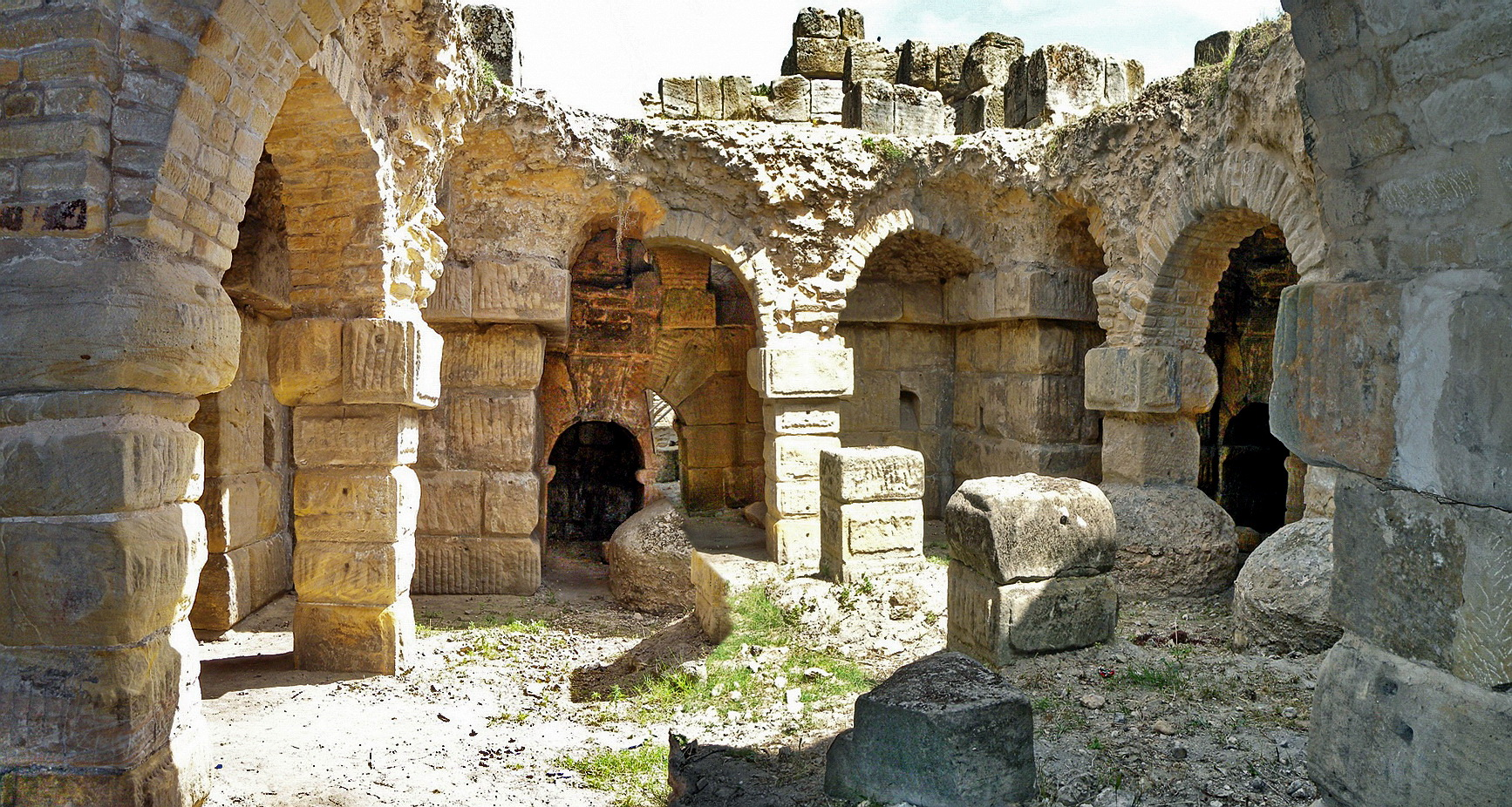
Vue des thermes d'Oudna.

### Architecture privée

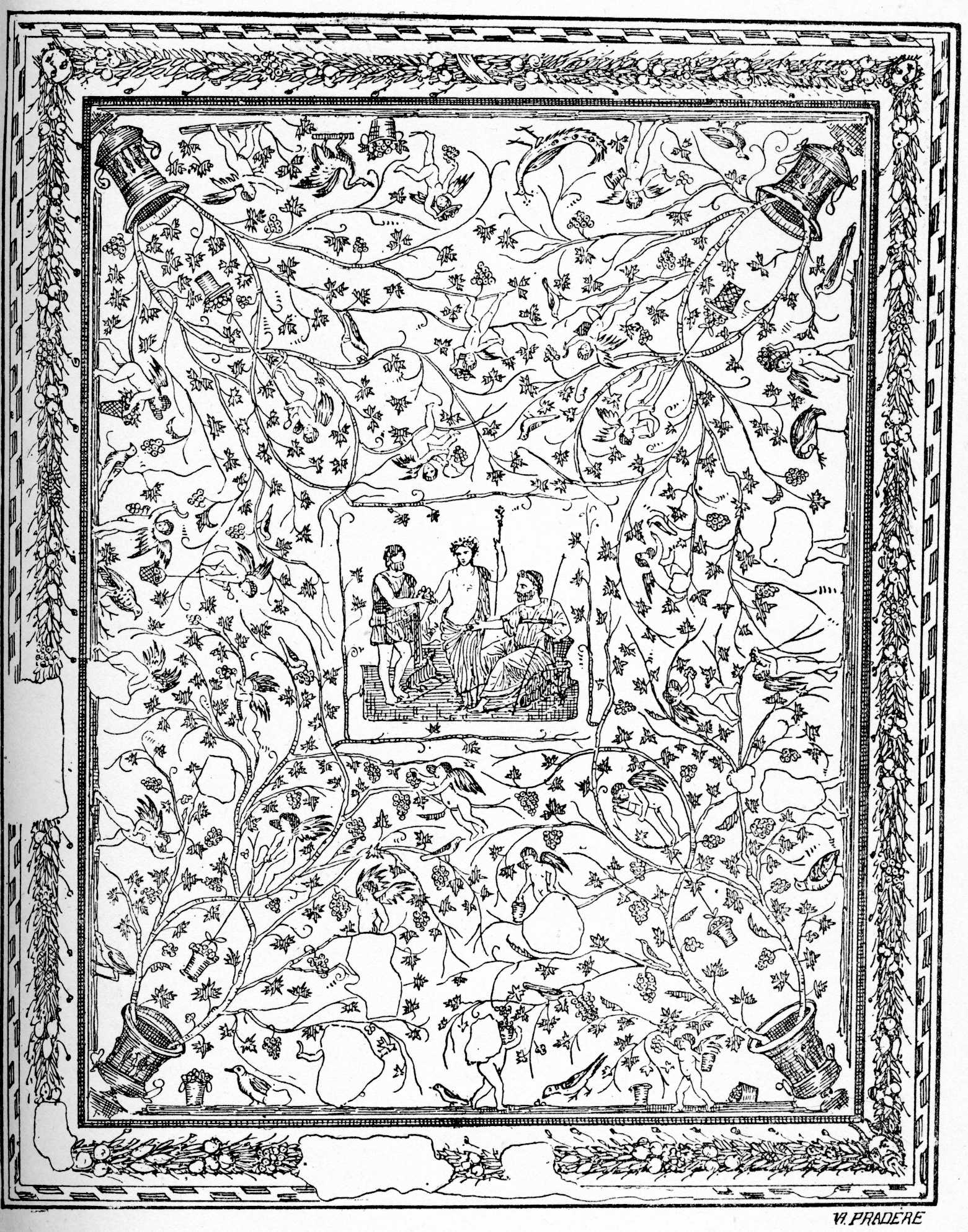
Dionysos faisant don de la vigne à Icarios, mosaïque de la villa « des Laberii », gravure de V.H. Pradère dans le catalogue du musée national du Bardo publié en 1897 par Paul Gauckler.

La villa dite « des Laberii » comporte une trentaine de pièces sur une superficie de 2 300 m2, presque toutes pavées par des mosaïques, articulées autour d'un patio à ciel ouvert entouré sur les quatre côtés par un portique couvert. Les principales mosaïques en place sont des copies, les originales étant exposées au musée national du Bardo dont :
- Une composition florale centrée par une scène mythologique très poétique qui représente Séléné contemplant le corps d'Endymion allongé et endormi sur un rocher à l'ombre d'un arbre ;
- Un pavement de l'atrium qui représente la vie rurale en Tunisie à l'époque romaine : un troupeau de moutons et de chèvres se dirigent vers une ferme, un puits à balancier alimente un abreuvoir, un laboureur pousse son attelage de bœufs, un personnage chasse des oiseaux, un autre trait une chèvre, un troisième couvert d'une peau de chèvre rabat des perdrix, des cavaliers chasse une lionne ;
- Un pavement de la salle de réception couvert par un décor végétal avec, aux quatre angles, des cratères ornés chacun de l'image des quatre saisons ; le centre de la mosaïque représente Dionysos couronné faisant don de la vigne à Icarios assis sur un trône, tenant un sceptre et recevant une grappe de raisin par un serviteur.

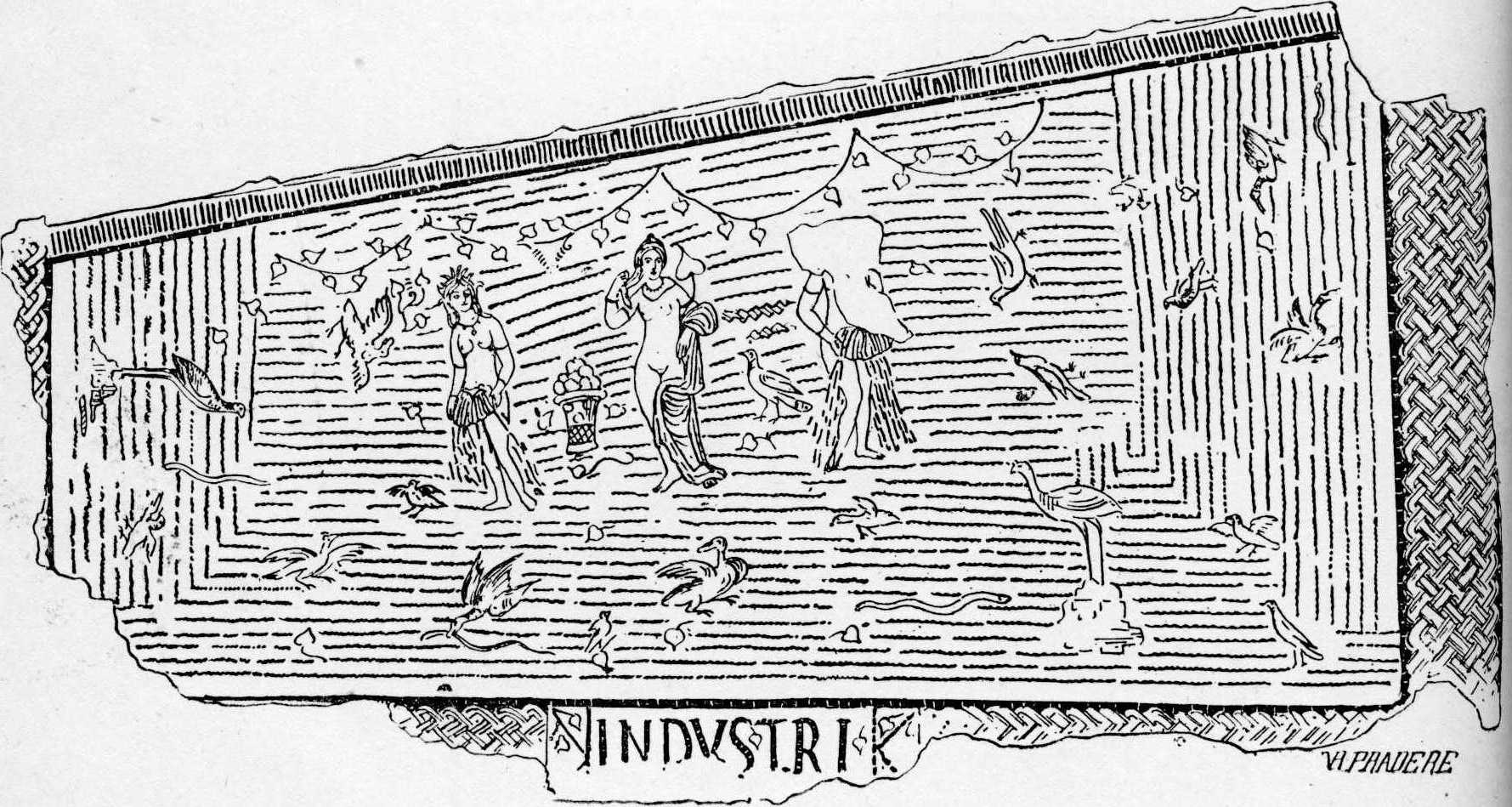
La mosaïque de la maison d'Industrius, gravure du catalogue de 1897.

La maison d'Industrius s'étend sur 700 m2. L'une de ses pièces comportait une mosaïque représentant Vénus sortie des eaux (Anadyomène), se coiffant les cheveux et couverte d'un drapé entre deux nymphes nues tenant des vasques et entourées par une multitude d'oiseaux marins. Le bas de la mosaïque comporte une grande inscription, Industrius. La mosaïque est désormais exposée au musée national du Bardo.

### Infrastructures
Le réseau d'approvisionnement en eau alimentant les thermes et les demeures est composé d'un aqueduc s'étendant sur deux branches de plusieurs kilomètres ; il collectait les eaux des sources environnantes et aboutissait à des citernes de captage dont les grandes citernes situées au sud de la ville et la grande citerne du forum alimentant ce dernier ainsi que les grands thermes publics.

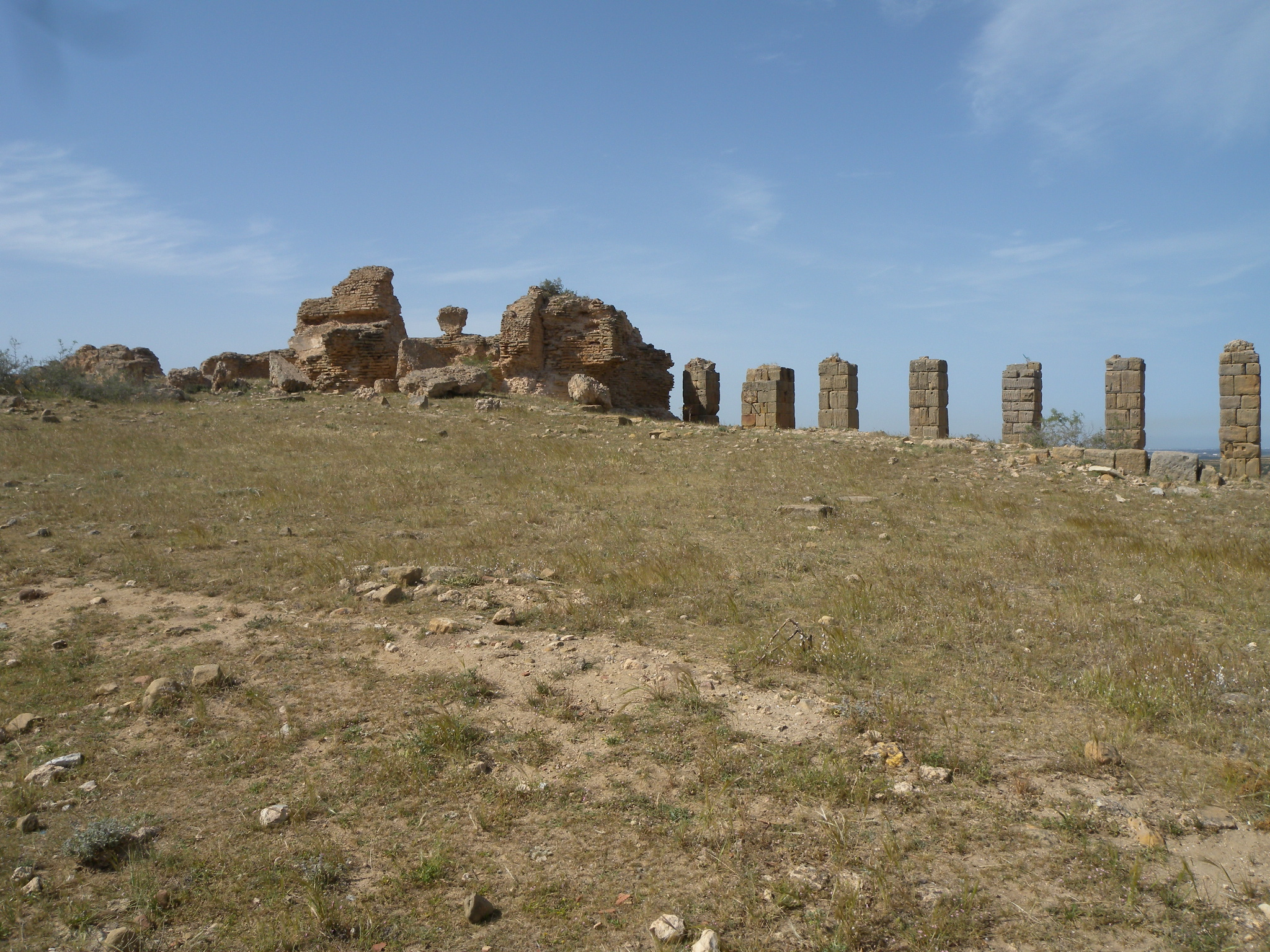
Vue des ruines de l'aqueduc d'Oudna.
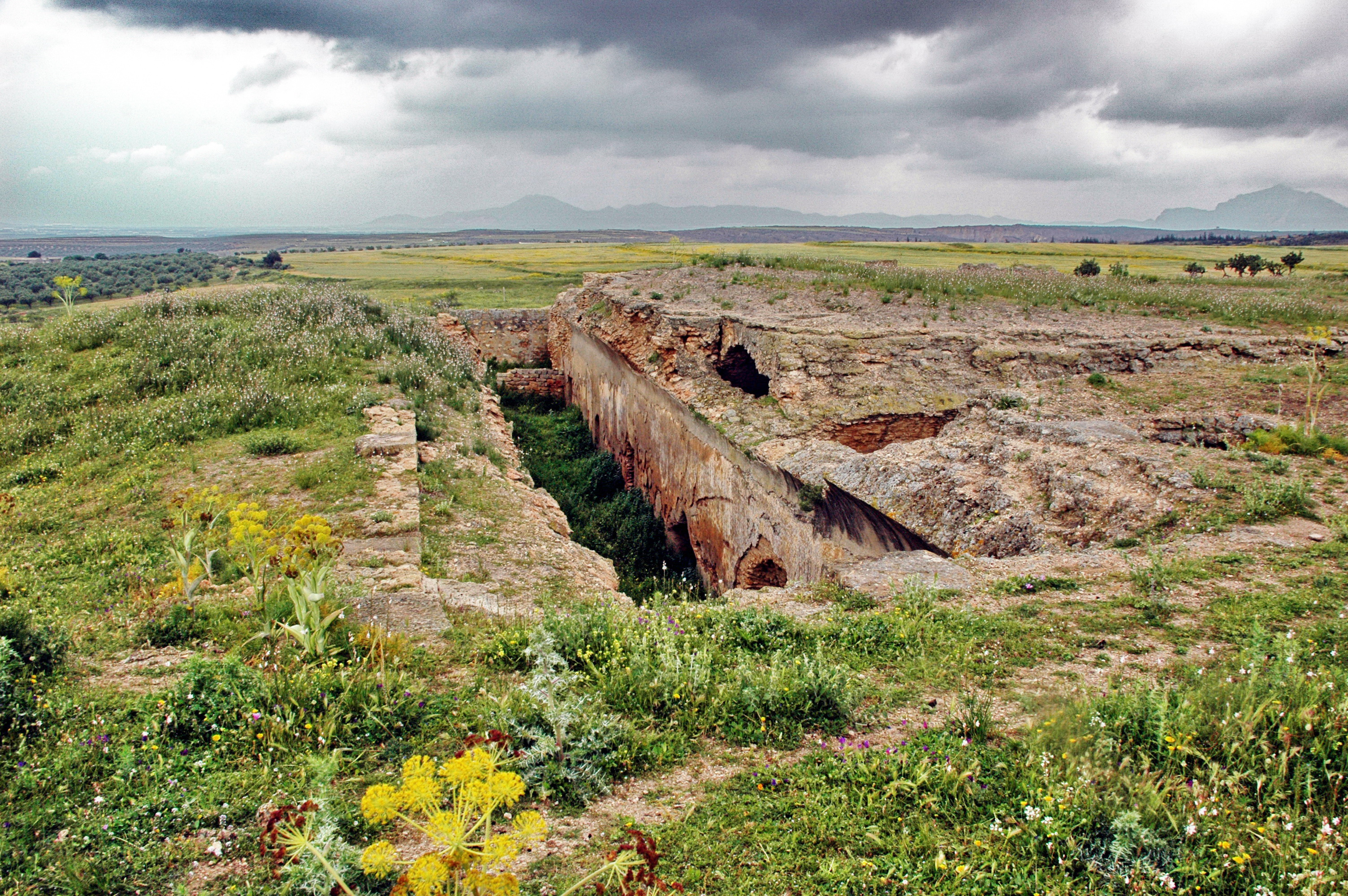
Vue des citernes d'Oudna.